# Juninho Paulista
Osvaldo Giroldo Júnior, meist Juninho Paulista genannt, (* 22. Februar 1973 in São Paulo) ist ein ehemaliger brasilianischer Fußballspieler. Er war im Kader der brasilianischen Weltmeistermannschaft von 2002. Sein Spitzname Juninho Paulista leitet sich vom Júnior – Juninho ist eine übliche brasilianische Niedlichkeitsform von Júnior – und seinem Heimatort São Paulo (Paulo = Paulista) ab.

## Karriere

### Verein
Juninho hat für viele verschiedene Vereine gespielt. Während seiner Karriere wechselte er insgesamt neunmal den Verein und spielte für acht verschiedene Vereine in Europa und Südamerika. Seinen ersten Profivertrag erhielt er bei FC São Paulo im Jahre 1993, wechselte aber schon nach zwei Jahren zum englischen Premier Club FC Middlesbrough, für den er mit Unterbrechung fünf Jahre spielte. Andere europäische Stationen waren Atlético Madrid und Celtic Glasgow. In Südamerika war er für insgesamt vier Vereine aktiv. Neben FC São Paulo spielte er für CR Vasco da Gama, SE Palmeiras und CR Flamengo. Für letzteren trug er bereits zum zweiten Mal das Vereinstrikot. Die Saison 2007/08 spielte er beim australischen Klub Sydney FC, erhielt im Anschluss aber kein neues Vertragsangebot von Sydney.

### Nationalmannschaft
Juninho spielte insgesamt 50-mal für die Brasilianische Fußballnationalmannschaft und erzielte dabei fünf Treffer. Mitte der 1990er trug er mehrfach das Trikot mit der Nr. 10. Eine enge Freundschaft verband ihn mit seinem Nationalmannschaftskollegen Edmundo, bis dieser ihm bei einem Streit ins Gesicht schlug.
Seinen größten Erfolg feierte er während der Fußball-Weltmeisterschaft 2002 in Japan und Südkorea. Er spielte in fünf der sieben möglichen Spiele und hatte auch im Endspiel einen Kurzeinsatz, als das brasilianische Team die deutsche Elf mit 2:0 bezwang.

## Erfolge
Nationalmannschaft
- Fußball-Weltmeisterschaft 2002

FC São Paulo
- Copa Libertadores: 1993
- Supercopa Sudamericana: 1993
- Weltpokal: 1993
- Recopa Sudamericana: 1993, 1994
- Copa Conmebol: 1994

CR Vasco da Gama
- Série A: 2000
- Copa Mercosur: 2000

FC Middlesbrough
- Premier League Player of the Season: 1996/97
- Englischer Ligapokal: 2003/04

## Sonstiges
Während seiner Zeit beim FC Middlesbrough erhielt er den Spitznamen TLF (The Little Fella – Der kleine Bursche). Dieser Name ist auf seine Körpergröße von 1,67 m zurückzuführen. Bei den Boro-Fans ist er immer noch sehr beliebt und gilt als einer der besten Spieler der letzten Jahre.
Im August 2025 wurde bekannt, dass Juninho Paulista gemeinsam mit Paulo Silvestri über deren Unternehmen Dimache Participações Esportivas Ltda. 60 % der Anteile am Ituano FC wird. Im Rahmen dessen soll der Klub in eine Sociedade Anônima do Futebol (SAF), ein wirtschaftliches Fußballunternehmen, umgewandelt werden. Seit 2009 leitet einer der beiden den Klub. 